# Venus und Cupido (Lambert Sustris)
Venus und Cupido ist ein Gemälde des vor allem in Italien tätigen, niederländischen Malers Lambert Sustris. Es ist zudem unter dem Namen Venus und die Liebe bekannt und wurde wahrscheinlich um 1554 gemalt. Heute hängt das Ölgemälde im Musée du Louvre in Paris
Lambert Sustris, zu dieser Zeit ein Mitarbeiter in Tizians Werkstatt, schuf mit diesem großformatigen Gemälde ein ungewöhnliches Werk. Er orientierte sich dabei anscheinend an dem Kolorismus seines Meisters Tizian, der oft derartige Venusdarstellungen malte. 
Die Komposition des Ölgemäldes unterscheidet sich jedoch deutlich von der anderer venezianischer Maler. Die stark artikulierende Aktfigur der Liebesgöttin Venus ist deutlich überlängt. Auch die friedliche Vereinigung von zwei Tauben mittig am unteren Bildrand gab es so noch nie zuvor. Im Gegensatz zu anderen Zeitgenossen legte er großen Wert auf die genaue Ausführung des Beiwerks: Die Schnitzereien, Tücher und Borten sind genau dargestellt.
Durch den heraneilenden Kriegsgott Mars wird der humanistische Gedanke der Geburt der Harmonie aus der Liebe deutlicher als dies bei Giorgione oder Tizian der Fall war. 